# Greater Western Sydney Giants
O Greater Western Sydney Giants, conhecido como "GSW Giants", é um clube profissional de futebol australiano que compete na Australian Football League (AFL). O clube é sediado no Tom Wills Oval, Sydney, Austrália, e joga suas partidas no Spotless Stadium ou Startrack Oval. O clube é o mais novo do futebol australiano, representa não somente Sydney como Canberra.